# Longipalpus dilatipennis
Longipalpus dilatipennis là một loài bọ cánh cứng trong họ Cerambycidae.